# Iwan Iwanowitsch Smirnow
Iwan Iwanowitsch Smirnow (russisch Иван Иванович Смирнов; * 1898; † 1967) war ein sowjetischer Kommunist, Häftling im KZ Buchenwald, Widerstandskämpfer gegen den Nationalsozialismus und Leiter der sowjetischen militärischen Sektion des Internationalen Lagerkomitees (ILK).

## Leben
Smirnow trat in die Kommunistische Partei der Sowjetunion (KPdSU) ein. In der Roten Armee wurde er zum Offizier ausgebildet und nahm am Großen Vaterländischen Krieg gegen das Deutsche Reich teil. Nach seiner Gefangennahme wurde er 1943 im KZ Buchenwald interniert und der Fleckfieberversuchsstation als Pfleger zugeteilt. Hier nahm er am Häftlingswiderstand teil. Im Winter 1944 gehörte er zu den Organisatoren beim Aufbau einer militärischen Brigade im Kleinen Lager.
Als die NS-Herrschaft beseitigt wurde, kehrte er in seine Heimat als Invalide zurück.

## Veröffentlichung
- W. Dronow, Boris Nasirow, W. Luganow, Iwan Smirnow, Nikolai Simakow, G. Bartal: Vojna za koljucej provolokoj (dt.: „Krieg hinter Stacheldraht“), Moskau 1960, S. 218